# Proteinový komplex

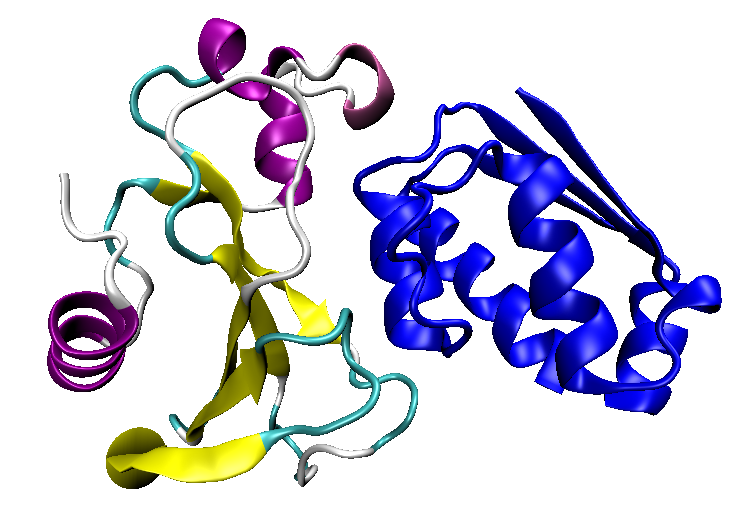
Ribonukleáza z Bacillus amyloliquefaciens, barnáza (barevně) v komplexu s enzymovým inhibitorem „barstar“ (modře)

Proteinový komplex je seskupení dvou či více asociovaných polypeptidů. Jednotlivé polypeptidové řetězce (často označované jako podjednotky) se mohou v rámci komplexu specializovat na určité dílčí funkce.
Proteinový komplex je příklad kvartérní struktury proteinů. Jednotlivé proteiny v rámci proteinového komplexu jsou spojeny nekovalentními proteinovými interakcemi, někdy silnějšími, jindy slabšími. Existence komplexů je základem většiny biologických procesů v tělech organismů a v některých případech jsou komplexy tak složité či dokonale specializované, že připomínají molekulární stroje. Buňky jsou někdy popisovány jako modulární uskupení supramolekulárních komplexů, z nichž každý vykonává určitou nezávislou funkci.
Fyzická blízkost jednotlivých polypeptidů v rámci proteinového komplexu je výhodná, protože umožňuje rychlejší a specifičtější vazebné interakce mezi enzymy a substráty. Buňky tak nemarní svou energií. Celá řada proteinových komplexů možná ještě zůstává vědcům skryta, protože při izolaci těchto komplexů je potřeba porušit a otevřít buňku, což může tyto komplexy poškodit. Ke známým komplexům nicméně patří namátkou proteazom nebo RNA polymeráza II. Stabilní komplex má velkou část hydrofobních povrchů skrytou uvnitř, což zvyšuje jeho stabilitu (typicky více než 2500 čtverečních angstromů je při vzniku stabilního komplexu skryto uvnitř).